# Греко-католицька церква
Гре́ко-католи́цька це́рква (гре́цька католи́цька це́рква) або візанті́йсько-католи́цька це́рква (візанті́йська католи́цька це́рква) — східна католицька церква sui iuris візантійської літургійної традиції.
Означення «греко-католицька» дозволяє відрізняти її від католицьких церков інших традицій — передусім від Латинської церкви, а також від Вірменської католицької церкви та церков александрійського, антіохійського та ассирійського обрядів. Разом із останніми греко-католицька церква належить до східних католицьких церков.

## Короткі відомості
Греко-католицька церква з'явилася внаслідок унії частини православної церкви з католицькою церквою, однак не всі — так Греко-католицька церква Південної Італії не мусила складати унію, оскільки ніколи не розривала церковної єдності з Римом. Таким чином греко-католицькі церкви не можна автоматично ототожнювати з уніатськими.
1204 року, коли хрестоносці захопили столицю Візантії та утворили Латинську імперію було створено «латинські патріархії» Александрії, Єрусалиму, Антіохії та Константинополя. Таким чином, разом з новою політичною владою, була встановлена і нова влада церковна.
1261 року з падінням Латинської імперії Константинопольський патріарх переїхав до Кандим (о. Крит), а потім у Негропонте (о. Евбея, Греція).
Відбулось декілька спроб об'єднання православних та католицької церков: Другий Ліонський собор, Флорентійська унія, Берестейська унія, Ужгородська унія та інші.
Спільним для греко-католицьких церков є грецький (візантійський) обряд, який, однак, існує в різних варіантах, навіть у межах однієї церкви. Богослужіння відправляються різними літургічними мовами. Спільною є також і догматика, в основі якої є православна догматика, повністю, однак, узгоджена з римо-католицькою.
Найчисельнішою у світі греко-католицькою церквою є Українська греко-католицька церква.

## Список греко-католицьких церков
Нижче подано список греко-католицьких церков (в алфавітному порядку), вказано країни їх поширення та час заснування.
- Албанська греко-католицька церква (апостольська адміністрація): Албанія у (1628)
- Білоруська греко-католицька церква (без встановленої ієрархії на цей час): Білорусь (1596)
- Болгарська греко-католицька церква (апостольський екзархат): Болгарія (1861)
- Греко-візантійська католицька церква (два апостольських екзархати): Грецька республіка, Османська імперія (1829)
- Греко-католицька церква Хорватії та Сербії або візантійські церкви єпархії Крижевці (єпархія та екзархат апостольський): Боснія і Герцеговина, Хорватія, Сербія і Чорногорія (1611)
- Італо-албанська католицька церква (дві єпархії і територіальне абатство): Італія (не була відділена)
- Македонська греко-католицька церква (апостольський екзархат): Північна Македонія (1918)
- Мелькітська греко-католицька церква (патріархат): Сирія, Ліван, Йорданія, Палестина, Ізраїль, Єрусалим, Бразилія, США, Канада, Мексика, Ірак, Єгипет, Судан, Кувейт, Австралія, Венесуела, Аргентина (1726)
- Російська греко-католицька церква: (два апостольські екзархати): Російська імперія, Китай (1905); в наш час[коли?] близько 20 парафій та громад, розкиданих по всьому світу, в тому числі 5 в самій Росії
- Румунська греко-католицька церква (верховне архиєпископство): Румунія, США (1697)
- Русинська візантійська католицька церква (митрополія, єпархія, та апостольський екзархат): США, Україна, Чехія (1646)
- Словацька греко-католицька церква (митрополія і три єпархії): Словаччина, Канада (1646)
- Угорська греко-католицька церква (єпархія та екзархат апостольський): Угорське королівство (1646)
- Українська греко-католицька церква (верховне архиєпископство): Україна, Польща, США, Канада, Велика Британія, Австралія, Німеччина та Скандинавські країни, Франція, Бразилія, Аргентина (1596)